# Agenda de los trece puntos

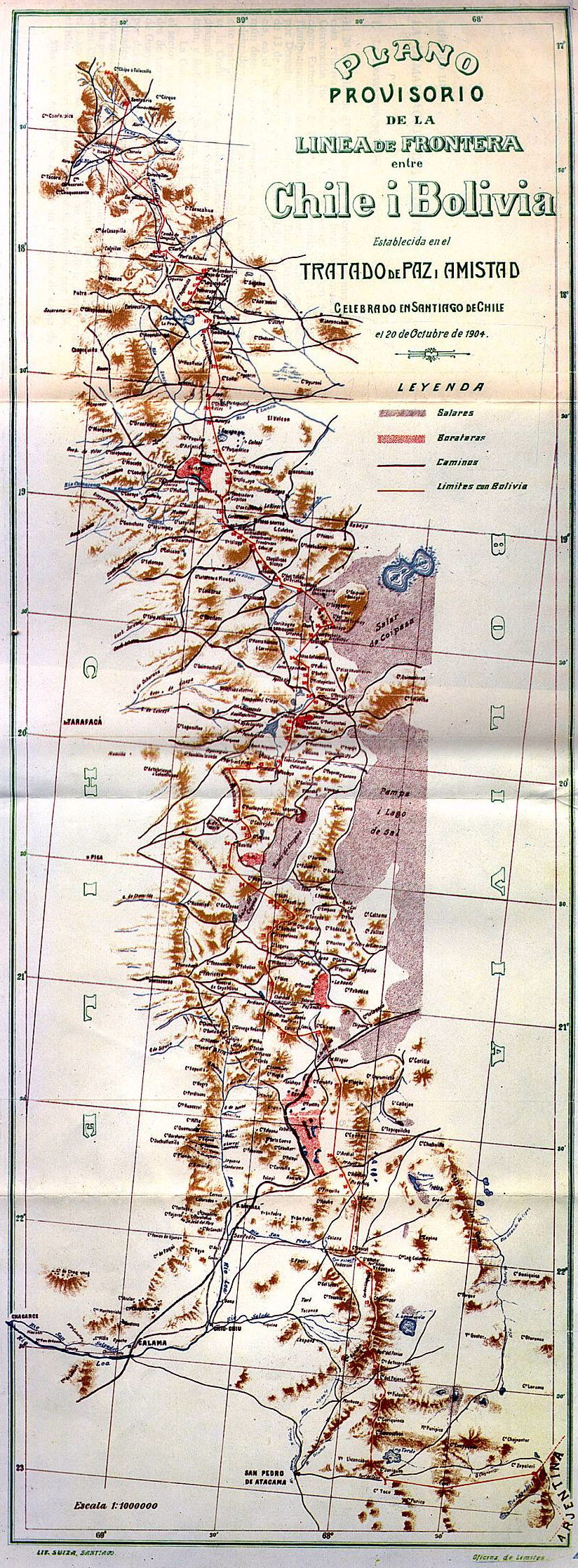
Plano provisorio incluido en el Tratado de 1904 que definió la frontera entre ambos países tras largas negociaciones.

La agenda de los trece puntos supuso un hito importante en las relaciones diplomáticas entre Bolivia y Chile. Fue acordada en 2006 durante los mandatos de Michelle Bachelet y Evo Morales con el fin de impulsar la mejora de las relaciones entre ambos países.
Ambos gobiernos se plantearon buscar soluciones para los siguientes desafíos:
1. Desarrollo de la confianza mutua
2. Integración fronteriza
3. Libre tránsito
4. Integración física
5. Complementación económica
6. Tema marítimo
7. Silala y recursos hídricos
8. Instrumentos de lucha contra la pobreza
9. Seguridad y defensa
10. Cooperación para el control del tráfico ilícito de drogas y productos químicos esenciales y precursores
11. Educación, ciencia y tecnología
12. Culturas
13. Otros temas

Algunos de estos puntos fueron abordados hasta 2010, pero en 2013 Bolivia presentó unilateralmente el caso de la Controversia sobre la negociación marítima ante la Corte Internacional de Justicia. Posteriormente, en 2018, Chile presentó a la misma la Controversia sobre las aguas del Silala.